# 자갈치 (어류)
자갈치(Gymnelopsis brashnikovi)는 페르카목 등가시치과에 속하며 물고기이다. 최대 몸길이 9.7cm이고 몸이 길며 옆으로 납작하다. 꼬리쪽이 가늘고 길다. 등지느러미·뒷지느러미는 꼬리지느러미와 서로 합쳐져 있고 배지느러미는 없다. 몸은 연한 갈색이다. 한국(포항)·오호츠크해 등 북서태평양의 온대 해역에 분포한다.